# 青森県出身の横綱一覧
青森県出身の横綱一覧（あおもりけんしゅっしんのよこづないちらん）は、青森県出身（出身地は日本相撲協会の発表した出身地による）の横綱の一覧である。

各横綱の成績・人物等については各横綱の項を参照。

青森県出身の横綱は6人で全都道府県中2番目（1番は北海道）であるが、旭富士の引退を最後に青森県出身の横綱は30年以上誕生していない。

## 横綱一覧
- 鏡里喜代治　三戸郡斗川村出身。

第42代横綱。1953年1月場所後昇進、1958年1月場所引退。幕内最高優勝4回。
初の青森県出身の横綱。1949年10月場所には、東冨士ら2横綱から金星をもぎ取り、史上初の三賞同時複数受賞力士となった。その後、大関となり常に2ケタの白星で安定、6場所目の優勝で横綱に昇進した。横綱としての3度の優勝はあったが、優勝した場所以外の成績は振るわず、1958年1月場所で『10番勝てなければやめる』と発言し9勝6敗に終わり、言葉通り引退した。
- 初代若乃花幹士　弘前市出身。

第45代横綱。1958年1月場所後昇進、1962年5月場所引退。幕内最高優勝10回、全勝1回。
107kgという軽量力士ながら下半身の強さ、特に膝のバネに独特のものがあり『異能力士』『土俵の鬼』とまで呼ばれ、特によきライバルである栃錦との取組では水入りなど常に大熱戦でいわゆる『栃若時代』を築き、相撲人気を一気に高めた。引退後は、後述の2代若乃花と隆の里を共に横綱まで育て上げ、日本相撲協会理事長も務めている。
- 栃ノ海晃嘉　南津軽郡光田寺村出身。

第49代横綱。1964年1月場所後昇進、1966年11月場所引退。幕内最高優勝3回。
初土俵後、順調に関脇まで昇進し、1962年5月場所で初優勝し大関に昇進した。その後も勝ち越しを続け横綱となり、2場所目で優勝したが、その後椎間板ヘルニアを発症して坐骨神経痛となり、さらには右腕筋肉の断裂というけがに見舞われ、横綱昇進後の成績は振るわず、当時の横綱では最も若い28歳8か月での引退となった。
- 2代若乃花幹士　南津軽郡大鰐町出身。

第56代横綱。1978年5月場所後昇進、1983年1月場所引退。幕内最高優勝4回、全勝1回。
蔵間と共に美男子として人気を集めた。けがで出世は遅れたが、それでも順調に出世し大関に昇進。強さと共に人気も上がりＣＭ出演や歌手デビューも果たす。当時は北の湖、輪島の全盛期ながら活躍し2場所連続で優勝同点で横綱に昇進した。横綱として3度優勝するなど活躍したが、肝臓病や頸椎捻挫、痔などで休場が続き引退した。
- 隆の里俊英　南津軽郡浪岡町出身。

第59代横綱。1983年7月場所後昇進、1986年1月場所引退。幕内最高優勝4回、全勝2回。
入幕当初は幕下時代に患った糖尿病で不振が続いて幕内に定着できず苦しんだ。しかしそこから力をつけ、糖尿病も快方に向かって、スロー出世で大関に昇進。4場所目で初優勝し、さらに1度の優勝で横綱昇進を果たした。時間をかけて横綱に上り詰めた姿から、当時の人気ドラマ『おしん』（NHK連続テレビ小説）になぞらえ『おしん横綱』と呼ばれた。新横綱の場所で15戦全勝優勝を飾ったのは今でも隆の里ただひとりである。なお、2代若乃花とは同期入門である。
- 旭富士正也　西津軽郡木造町出身。

第63代横綱。1990年7月場所後昇進、1992年1月場所後引退。幕内最高優勝4回。
初土俵から2年で入幕を果たし、当時から将来の大関候補と期待されていたが、膵臓炎を発症して一時期低迷。それでも、地力をつけ大関に昇進。2場所目で初優勝を果たす。新大関の場所から10場所連続11勝以上を挙げたが、幾度も横綱昇進を見送られ、さらに膵臓炎の再発もあって再度低迷する。だが2場所連続優勝を飾って平成に改元してから初の横綱に昇進した。しかし、三たび膵臓炎を再発し、結局横綱在位9場所での引退となった。